# Coelinidea hayesi
Coelinidea hayesi är en stekelart som beskrevs av Riegel 1982. Coelinidea hayesi ingår i släktet Coelinidea och familjen bracksteklar. Inga underarter finns listade i Catalogue of Life.